# HC Motor Zaporizja
HC Motor Zaporizja is een Oekraïense handbalclub uit Zaporizja. De club werd in 1958 opgericht onder de naam Zaporozhalyuminstroy.

## Erelijst
- Landskampioen:
  -  2013, 2014, 2015, 2016, 2017, 2018, 2019, 2020, 2021
- SEHA League:
  -  2021